# Zadní Planina
Der Zadní Planina (Plattenberg) ist ein Berg im östlichen Teil des Riesengebirge-Hauptkamms in Tschechien.

## Lage
Der Zadní Planina liegt im zentralen Teil des Riesengebirges auf dem Gebiet des tschechischen Nationalparks Krkonošský národní park (KRNAP), etwa 4,5 km östlich von Spindlermühle (tschech. Špindlerův Mlýn, poln. Szpindlerowy Młyn) und etwa 6 km südwestlich der Schneekoppe, der höchsten Erhebung des Gebirges.
Im Westen, Osten und im Süden fallen die Hänge flach ab, nur an der Nordseite sind die Felswände sehr steil. Hier begrenzt er zusammen mit dem Luční hora (Hochwiesenberg) und dem Stoh (Heuschober) das tief eingeschnittene Tal Dlouhý důl (Langer Grund).

### Nahegelegene Gipfel
| Kozí hřbety | Luční hora | Studniční hora |
| Stoh        | Kompass    | Lesní hora     |
| Světlý vrch |            | Liščí hora     |

## Gewässer
Von den flach abfallenden Hängen fließen in zahlreichen Ritzen und Rinnen kleine Rinnsale, ohne dass dies dabei in der Landschaft sehr auffällt. Dennoch entspringen auf diesem sehr wasserreichen Gebiet mehrere Wasserläufe.
Die wichtigsten sind im Osten der Zelený potok (Grünbach), der in Pec pod Sněžkou (Petzer) in die Úpa (Aupa) mündet, im Norden der Svatopetrský potok (Grundwasser), der in Spindlermühle in die Elbe fließt und schließlich im Südwesten der Klínový potok (Keilbach), der hier mit dem Kotelský potok (Kesselbach) die Malé Labe (Kleine Elbe), dem linken Zufluss der Elbe bildet.

## Vegetation
Die Hochlagen sind mit Gestrüpp bewachsen, in niedrigeren Lagen wachsen Fichtenwälder. Am Südhang (Zadní Rennerovky) und am Südwesthang bei der Streusiedlung Klínové boudy (Keilbauden) sind ausgedehnte Gebirgswiesen zu finden. Die Gründung dieser Siedlung geht auf das Jahr 1676 zurück.

## Tourismus
Markierte Wanderwege und Langlaufloipen, die zur Krkonošská magistrála (Ski-Magistrale im Riesengebirge) gehören, führen an den Hängen in einer mittleren Höhe von 1350 Metern entlang. Der Gipfel selbst ist aus Gründen des Naturschutzes nicht zugänglich. 
Zwischen dem Luční hora (Hochwiesenberg) und dem Zadní planina, liegt auf dem Sattel Liščí hřeben (Fuchsrücken) die Chata Výrovka (ehemalige Tannenbaude bzw. Geiergucke) eine Berghütte, zu der auch ein Restaurant gehört. Weitere Berghütten befinden sich in Nähe der beiden oben genannten Gebirgswiesen.

## Umgebung

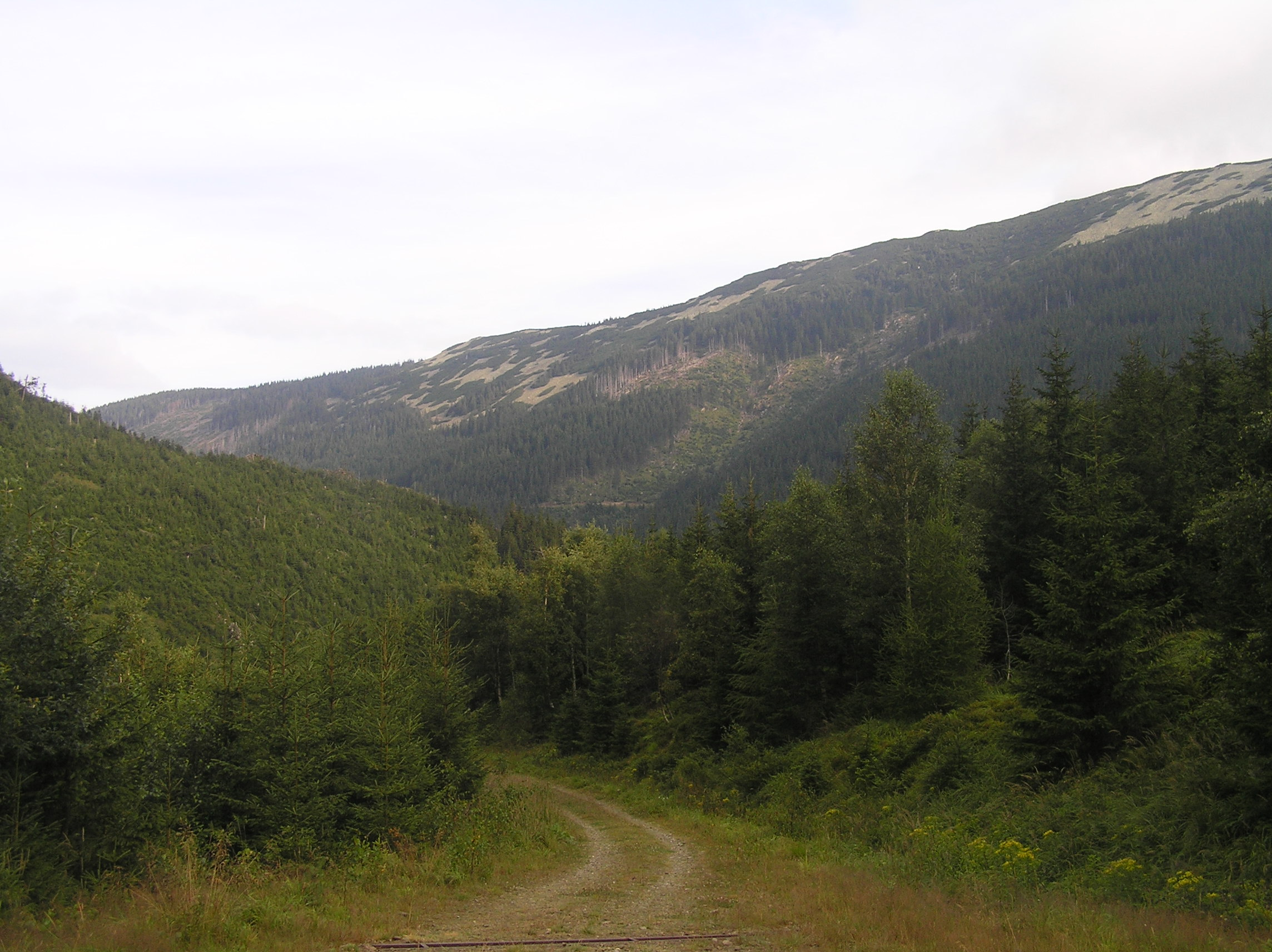
Blick in das Dlouhý důl

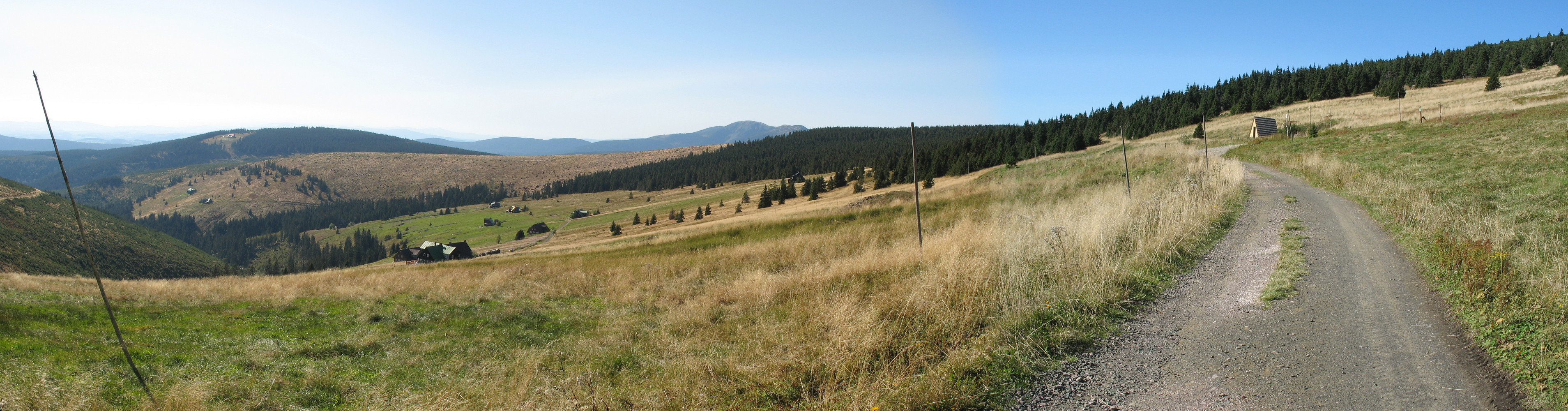
Keilbauden, verstreut in der Wiesenlandschaft am Südwesthang

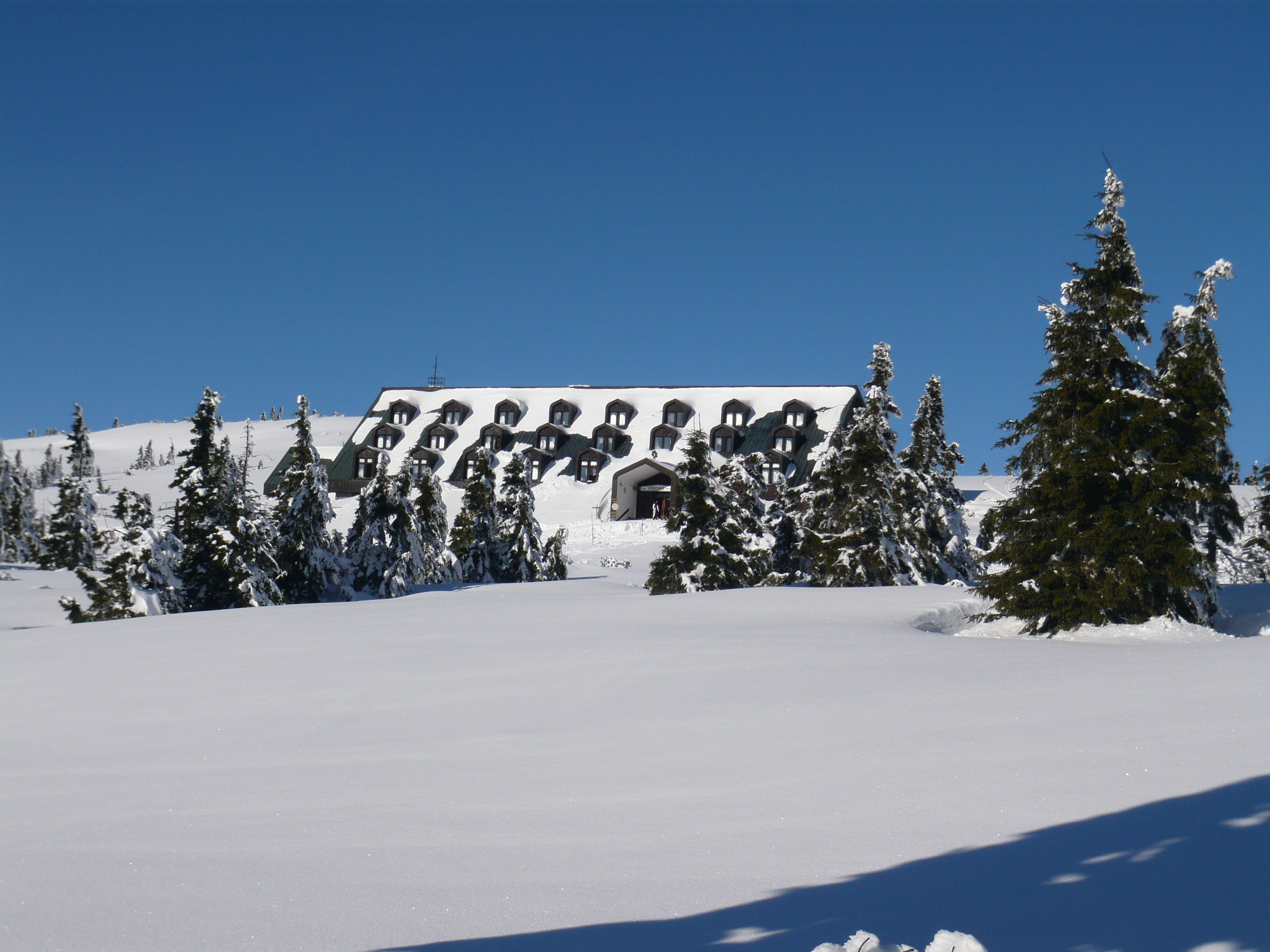
Chata Výrovka im Winter